# ブライアン・ベイオ
- ブライアン・ベロ
- ブライアン・ベーヨ

ブライアン・ベイオ（Brayan Bello, 英語発音: /ˈbraɪən ˈbeɪoʊ/; 1999年5月17日 - ）は、ドミニカ共和国サマナ州サマナ出身のプロ野球選手（投手）。右投右打。MLBのボストン・レッドソックス所属。

## 経歴
2017年7月2日に、アマチュア・フリーエージェントでボストン・レッドソックスと契約してプロ入り。
2018年に傘下のルーキー級ドミニカン・サマーリーグ・レッドソックスでプロデビューし、シーズン途中にはルーキー級ガルフ・コーストリーグ・レッドソックスでもプレーした。この年は2チーム合計で14試合（先発13試合）に登板して7勝2敗、防御率1.60、74奪三振の成績を記録した。
2019年はA級グリーンビル・ドライブで25試合に先発登板して5勝10敗、防御率5.43、119奪三振の成績を記録した。
2020年は新型コロナウイルスの影響でマイナーリーグの試合が開催されず、公式戦への出場はなかった。
2021年はA+級グリーンビルで開幕を迎え、シーズン途中にAA級ポートランド・シードッグスへ昇格。2チーム合計で21試合に先発登板して7勝3敗、防御率3.87、132奪三振の成績を記録し、オールスター・フューチャーズゲームにも選出された。オフの11月19日にルール・ファイブ・ドラフトでの流出を防ぐために40人枠に登録された。
2022年はAA級ポートランドで開幕を迎え、シーズン途中にAAA級ウースター・レッドソックスへ昇格した。7月6日にメジャーへ昇格し、同日のタンパベイ・レイズ戦に先発登板してメジャーデビューを果たした。
2023年は初めてフルシーズンをメジャーで過ごし、28試合の先発登板で12勝11敗、防御率4.24の成績を記録した。
2024年3月7日に、レッドソックスと2030年のクラブオプションを含む、2029年までの6年総額5500万ドルの契約延長を行った。3月19日に自身初となる開幕投手に選出された。この年は30試合に先発登板して162.1イニングを投げ、14勝8敗、防御率4.49、153奪三振を記録した。

## 詳細情報

### 年度別投手成績
| 年 度    | 球 団    | 登 板 | 先 発 | 完 投 | 完 封 | 無 四 球 | 勝 利 | 敗 戦 | セ 丨 ブ | ホ 丨 ル ド | 勝 率 | 打 者 | 投 球 回 | 被 安 打 | 被 本 塁 打 | 与 四 球 | 敬 遠 | 与 死 球 | 奪 三 振 | 暴 投 | ボ 丨 ク | 失 点 | 自 責 点 | 防 御 率 | W H I P |
| -------- | -------- | ----- | ----- | ----- | ----- | -------- | ----- | ----- | -------- | ----------- | ----- | ----- | -------- | -------- | ----------- | -------- | ----- | -------- | -------- | ----- | -------- | ----- | -------- | -------- | ------- |
| 2022     | BOS      | 13    | 11    | 1     | 0     | 0        | 2     | 8     | 0        | 0           | .200  | 268   | 57.1     | 75       | 1           | 27       | 1     | 2        | 55       | 2     | 0        | 34    | 30       | 4.71     | 1.78    |
| 2023     | BOS      | 28    | 28    | 0     | 0     | 0        | 12    | 11    | 0        | 0           | .522  | 668   | 157.0    | 165      | 24          | 45       | 0     | 6        | 132      | 1     | 0        | 77    | 74       | 4.24     | 1.34    |
| 2024     | BOS      | 30    | 30    | 0     | 0     | 0        | 14    | 8     | 0        | 0           | .636  | 702   | 162.1    | 157      | 19          | 64       | 0     | 11       | 153      | 6     | 1        | 84    | 81       | 4.49     | 1.36    |
| MLB：3年 | MLB：3年 | 71    | 69    | 1     | 0     | 0        | 28    | 27    | 0        | 0           | .509  | 1638  | 376.2    | 397      | 44          | 136      | 1     | 19       | 340      | 9     | 1        | 195   | 185      | 4.42     | 1.42    |

- 2024年度シーズン終了時

### 年度別守備成績
| 年 度 | 球 団 | 投手（P） | 投手（P） | 投手（P） | 投手（P） | 投手（P） | 投手（P） |
| 年 度 | 球 団 | 試 合     | 刺 殺     | 補 殺     | 失 策     | 併 殺     | 守 備 率  |
| ----- | ----- | --------- | --------- | --------- | --------- | --------- | --------- |
| 2022  | BOS   | 13        | 5         | 3         | 0         | 2         | 1.000     |
| 2023  | BOS   | 28        | 20        | 15        | 0         | 2         | 1.000     |
| 2024  | BOS   | 30        | 20        | 16        | 2         | 1         | .947      |
| MLB   | MLB   | 71        | 45        | 34        | 2         | 5         | .975      |

- 2024年度シーズン終了時

### 記録
MiLB
- オールスター・フューチャーズゲーム選出：1回（2021年）

### 背番号
- 66（2022年 - ）